# علی تراب جهرمی
خواجه ملا علی ترابی (تراب) جهرمی از شاعران ایرانی است. وی در سال ۱۲۶۲هجری شمسی زاده شد و در سال ۱۳۱۱هجری شمسی در شهر شیراز درگذشت و در همان‌جا به خاک سپرده شد. تخلص وی در شاعری، «تراب» بوده‌است.

## زندگی
وی در کوی مصلی جهرم زندگی می‌کرده‌است و نزدیک به هزار بیت شعر سروده‌است. قطعه شعر زیر از ایشان می‌باشد:
| دلبر که در طَرف چمن، خوابیده یکتا پیرهن |  | ترسم که بوی نسترن از خواب بیدارش کند     |
| از نکهت گل دوختم، پیراهنی بهر تنش      |  | از بس لطیف است آن بدن، ترسم که آزارش کند |
| ای ماهتاب آهسته رو، اندر حریم یار من   |  | ترسم صدای پای تو از خواب بیدارش کند      |

دلشدگان، نام آلبومی است که با صدای محمدرضا شجریان و آهنگسازی حسین علیزاده تدوین شده‌است. پیش از انتشار این آلبوم، تمام آوازها و تصنیف‌های آن در فیلمی با همین نام ساختهٔ علی حاتمی استفاده شده بود. فریدون مشیری به درخواست محمدرضا شجریان شعرها و آهنگ‌های فیلم را بررسی کرد و مورد بازبینی قرار داد. شعر علی ترابی جهرمی در این آلبوم و فیلم با این تغییرات خوانده می‌شود:
| یارم به یک‌لا، پیرهن، خوابیده زیر نسترن |  | ترسم که بوی نسترن، مست است و هشیارش کند |
| ای آفُتاب آهسته نه، پا در حریم یار من   |  | ترسم صدای پای تو، خواب است و بیدارش کند |

محمد کریم اشراق در کتاب «بزرگان جهرم» نقل کرده‌است: فتحعلیشاه قاجار در راه بازگشت از گرمسیر (مناطق جنوب فارس) به جهرم می‌آید. تراب غزل زیر را در حضور ایشان می‌خواند:
| این زلف بر عارضت نقاب است |  | یا حوری دست در خضاب است   |
| این طرهٔ زلف و آن عرقچین   |  | یا قوس قزح در آفتاب است   |
| ابروت بر عارضت نمایان     |  | یا تیغ بدست آفتاب است     |
| مژگان زده صف بدور چشمت    |  | یا لشکر ترک نیمه خواب است |
| گلبرگ رخت عرق نموده‌است    |  | یا آنکه میان آتش آب است   |
| هر گل که به گلستان بروید  |  | خون دل و دیدهٔ تراب است    |

فتحعلی شاه گویا در جواب فوری می‌گوید:
| اشعار تراب جهرمی را |  | باید که به آب زر نویسند |

با توجه به دوره زمانی فتحعلی شاه(۱۱۵۱ خورشیدی در دامغان – ۱۲۱۳ خورشیدی در اصفهان) و دوره زمانی خواجه ملا علی ترابی (تراب) جهرمی، قطعاً این روایت ناصحیح می‌باشد یا شاه مورد نظر، یکی دیگر از شاهان قاجار بوده‌است.